# Pierre Dams
Pierre Ernest Dams, né à Remich le 14 septembre 1794 et décédé à La Malgrange le 20 décembre 1855, fut un homme politique belge francophone libéral, puis unioniste.

## Biographie
Il fut magistrat et ingénieur agricole. Pierre-Ernest Dams obtint le grade de licencié en droit en 1817. Il fut nommé juge de paix du canton de Grevenmacher en 1824 et transféré à Remich en 1830, où il resta en fonctions jusqu’en 1839.
Il fut membre du Congrès national (Belgique) et ensuite élu au parlement par l'arrondissement de Grevenmacher (1831-37),,.
Au Luxembourg, Pierre Dams est membre de l’Assemblée des États de 1842 à 1845, de l’Assemblée constituante de 1848 et membre de la Chambre des députés de 1848 à 1853.